# Seropositivo
Chama-se seropositivo (português europeu) ou soropositivo (português brasileiro) a um indivíduo portador de anticorpos no sangue que provem a presença de um agente infeccioso. O termo é mais usado para descrever a presença do HIV, causador da Síndrome da imunodeficiência adquirida (SIDA/AIDS), no sangue.
Tecnicamente representa a presença do antígeno viral em nível séricos (soro sanguíneo) e pode ser aplicado a qualquer outro antígeno analisado.
Sororreversão é o oposto da seroconversão. Isto é, quando os testes podem não detectar anticorpos no soro de um paciente.

## Conversão soronegativa
Até abril de 2020, houve dois casos relatados de indivíduos completamente curados da AIDS. O primeiro caso foi Timothy Ray Brown, conhecido como "o paciente de Berlim", que foi curado em 2007. O segundo foi Adam Castillejo [en], conhecido como "o paciente de Londres", que foi curado em março de 2020. Ambos os pacientes foram curados por meio de transplantes de células-troncos da medula óssea de um doador imune à AIDS devido a uma mutação genética.

## Estigma
O estigma associado a pessoas soropositivas torna particularmente mais difícil a vida de crianças que vivem com HIV e de seus cuidadores. O cuidado vai além da dinâmica entre criança e cuidador, estando entrelaçado com a comunidade local e as estruturas do sistema de saúde e de apoio.
Filmes como Filadélfia, que retrata a história de um advogado gay e soropositivo interpretado por Tom Hanks, ajudaram a combater o estigma em relação às pessoas que vivem com HIV e tornaram o tema menos tabu. Como afirma o ativista Gary Bell: "Eu me lembro de toda a repercussão que isso gerou. Acho que a boa notícia foi que o filme fez as pessoas começarem a falar sobre o HIV de uma forma que realmente não faziam antes, porque o HIV sempre foi algo sobre o qual não queríamos falar".